# 203P/Korlević
203P/Korlević, komet Jupiterove obitelji